# Isola Molholm
L'isola Molholm (in inglese Molholm Island) è una piccola isola antartica facente parte dell'arcipelago Windmill.
Localizzata ad una latitudine di 66° 16' sud e ad una longitudine di 110°33' est, l'isola si trova nella parte orientale della baia Newcomb. La zona è stata mappata per la prima volta mediante ricognizione aerea durante l'operazione Highjump e l'operazione Windmill, negli anni 1947-1948. È stata intitolata dalla US-ACAN a J.T. Molholm, assistente glaciologo del team della stazione Wilkie dell'anno 1958.